# Acamptopappus
Acamptopappus är ett släkte av korgblommiga växter. Acamptopappus ingår i familjen korgblommiga växter.
Kladogram enligt Catalogue of Life:
| Acamptopappus | \| \| Acamptopappus shockleyi \| \| \| \| \| \| Acamptopappus sphaerocephalus \| \| \| \| |
|               | \| \| Acamptopappus shockleyi \| \| \| \| \| \| Acamptopappus sphaerocephalus \| \| \| \| |
|               | Acamptopappus shockleyi                                                                   |
|               |                                                                                           |
|               | Acamptopappus sphaerocephalus                                                             |
|               |                                                                                           |

## Bildgalleri

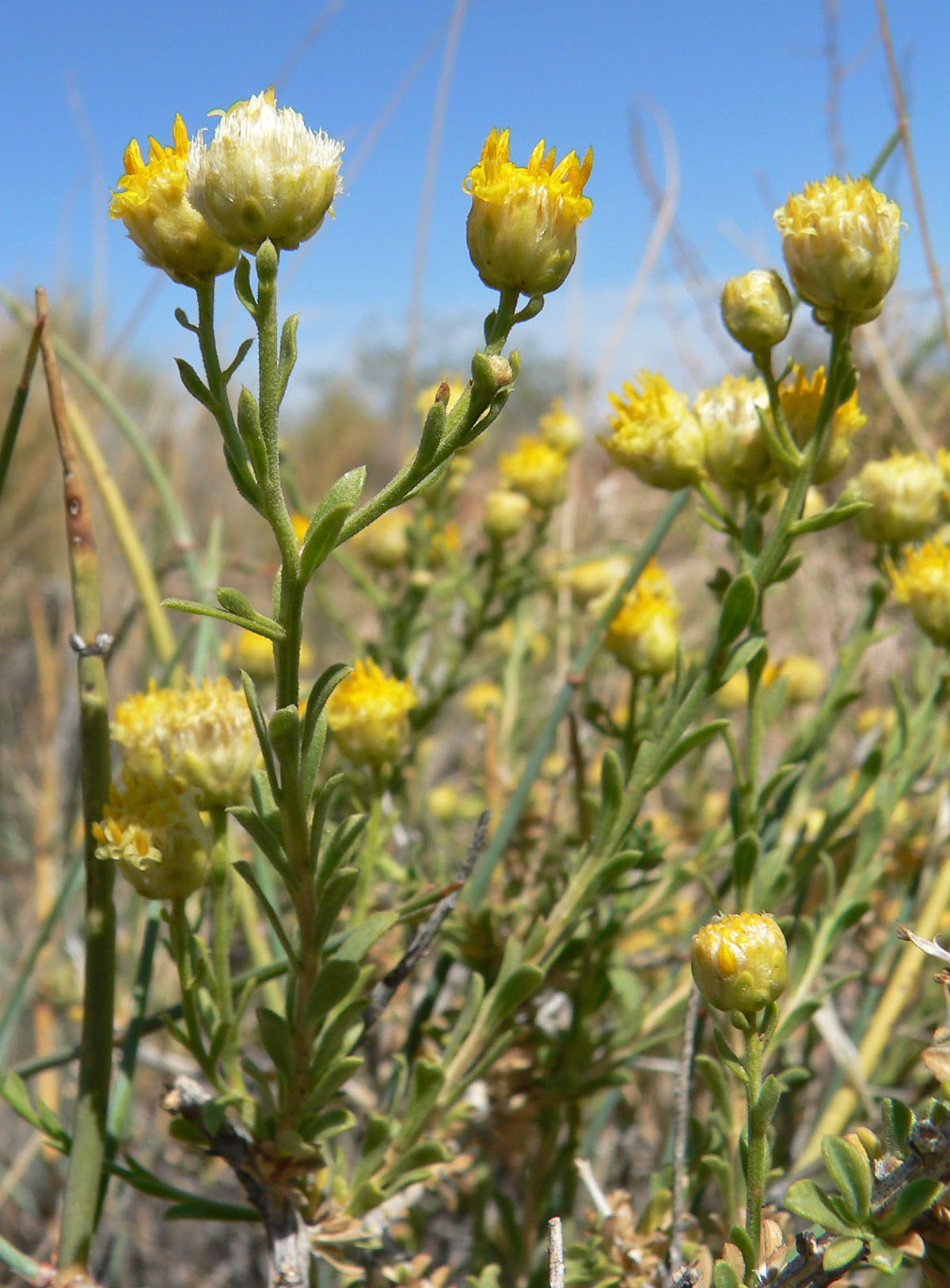